# 矮蝇子草
矮蝇子草（学名：Silene nana）是石竹科蝇子草属的植物，为中国的特有植物。分布在巴基斯坦、哈萨克斯坦、伊朗以及中国大陆的新疆等地，一般生长在沙丘及沙质草原，目前尚未由人工引种栽培。